# Krabbans gång
Krabbans gång är en novell av Günter Grass med originaltiteln Im Krebsgang som publicerades på tyska 2002 och i svensk översättning av Lars W Freij 2003.
I novellen dokumenterar och förmedlar författaren på ett multiperspektiviskt och mångbottnat sätt delar av den tyska 1900-talshistorien. I novellen skriver Grass om det förflutnas påverkan på nutiden, vilket han också gjort i flera av sina andra verk.

## Handling
Novellens jag-berättare är journalisten Paul som är född samma dag som fartyget Wilhelm Gustloff förliser. Hans blivande mor befinner sig bland de mer än 10 000 passagerarna och räddas till livet varefter Paul föds ombord på den båt som blir deras räddning. Hans liv präglas av denna dramatiska omständighet, framför allt eftersom hans mor, Tulla, ständigt påminner honom om hans "plikt" att skriva om Gustloffs undergång.
I denna text väver Grass ihop flera olika handlingar. Novellen måste därför läsas noggrant och läsprocessen blir långsam. Realitet och fiktion binds ihop på ett skickligt sätt. Fartygets förlisning är ett historiskt faktum men medlemmarna i familjen Pokriefke genom vars öden den historiska kontinuiteten omkring båten speglas är fiktiva. Eftersom hennes egen son bara motsträvigt tar itu med att beskriva Gustloffs historia påverkar Tulla sin sonson, Konny, att intressera sig för Gustloff-temat.

## Kritik
När novellen kom ut 2002 var det första gången som historien om fartygets förlisning och de många civila offren nådde en större personkrets i Tyskland. Boken blev snabbt en enorm försäljningsframgång i Tyskland och översattes till många språk.